# 모리 칸나
모리야 칸나(일본어: 森矢カンナ, 1988년 6월 22일~)는 일본의 여자 배우며 도야마현 도야마시에서 태어나고 오사카부 모리구치시와 교토부 교토시에서 자랐다. 프로필 상 키는 168cm 몸무게는 47kg 에다가 혈액형은 B형이다.

## 출연 작품

### 영화
- 레인트리의 나라, レインツリーの国 (2015년)
- 빗타레!!! 극장판, びったれ!!! 劇場版 (2015년) 스기야마 에이코 역
- Hero, HERO (2015년)
- 좋아하는 사람을 만나러 간다, 大好きな人に、会いにゆく (2015년)
- 태양이 앉는 자리, 太陽の坐る場所 (2014년) 미즈카미 유키 역
- 유키모노가타리, ユキモノガタリ (2012년) 기타무라 미유 역
- 행복의 빵, しあわせのパン (2012년) 사이토 카오리 역
- 극장판 가면라이더 W & 디케이드 MOVIE 대전 2010, 仮面ライダーW＆ディケイド MOVIE大戦2010 (2009년) 히카리 나츠미 역
- 극장판 가면라이더 디케이드 올 라이더 대 쇼커, 仮面ライダーディケイド オールライダー対 大ショッカー (2009년) 히카리 나츠미 역
- 극장판 초 가면라이더 덴오 & 디케이드, 超仮面ライダー電王＆ディケイド (2009년) 히카리 나츠미 역
- 우타타마♪, うた魂（たま）♪ (2008년) 신도 레이나 역

### 드라마
- 결혼활동형사, 婚活刑事 (2015년) 코니시 야요이 역
- 연애있어있어 동거편, 恋愛あるある～同棲恋愛あるある篇～ (2015년)
- 고양이 사무라이 2, 猫侍 SEASON2 (2015년) 히로시 역
- 빗타레!!!, びったれ!!! (2015년) 스기야마 에이코 역
- 장난스런 키스 2 Love in Tokyo, イタズラなKiss２～Love in TOKYO (2014년) 마츠모토 유코 역
- 디어 시스터, ディア・シスター (2014년) 사토 카즈코 역
- 경계선, ボーダーライン (2014년) 하라다 아키 역
- 다마가와구청 of the dead, 玉川区役所 OF THE DEAD (2014년) 야마시타 마유 역
- 경시청 수사 1과 9계 9, 警視庁捜査一課9係 Season9 (2014년) 제 9화 미스즈 역
- 도쿄 스칼렛, 東京スカーレット (2014년) 제 6화 스즈키 렌 역
- 유류 수사 스페셜, 遺留捜査スペシャル (2013년) 우에무라 요코 역
- 쇼무니 2013, ショムニ 2013 (2013년) 코지마 미스즈 역
- 메시바나 형사 타치바나, めしばな刑事タチバナ (2013년) 제 6화 요요키 역
- 장난스런 키스 Love in Tokyo, イタズラなKiss ～Love in TOKYO～ (2013년) 마츠모토 유코 역
- 어린이 교육감, コドモ警視 (2013년) 아리스 아리사 역
- 디너, Dinner (2013년) 제 5화 나츠노 아이미 역
- 도쿄전력소녀, 東京全力少女 (2012년) 쿠보 하루카 역
- 경시청 실종인조사과 스페셜, 警視庁失踪人捜査踝 スペシャル (2012년) 묘진 메구미 역
- 초보자!, ビギナーズ！ (2012년) 제 3화 코사카 마치코 역
- 수수께끼는 저녁 식사 후에, 謎解きはディナーのあとで (2011년) 미야모토 나츠키 역
- 구급구명사 마키다 사오리 8, 救急救命士・牧田さおり8 (2011년) 코마츠 히토미 역
- 실연보험 고백가게, 失恋保険 告らせ屋 (2011년) 제 7화 카츠키 유키 역
- 축구의 꿈을 좇는~, Futbol es la vido～フットボールの夢を追いかけて～ (2011년) 오카자키 리사 역
- 사이코다이브, サイコダイヴ (2011년) 칸자키 시노부 역
- 우주견 작전, 宇宙犬作戦 (2010년) 제 9화 레이첼 역
- 과수연의 여자 10, 科捜研の女 '10 (2010년) 아사바 나미 역
- 경시청 실종인조사과, 警視庁失踪人捜査課 (2010년) 묘진 메구미 역
- 인디고의 밤, インディゴの夜 (2010년) 테츠 역
- 가면라이더 디케이드, 仮面ライダーディケイド (2009년) 히카리 나츠미 역
- 어텐션플리즈 SP 시드니 편, アテンションプリーズSP ～オーストラリア・シドニー編～ (2008년)

### 사진집
Pearl Road (2010년)